# Die Gleichen

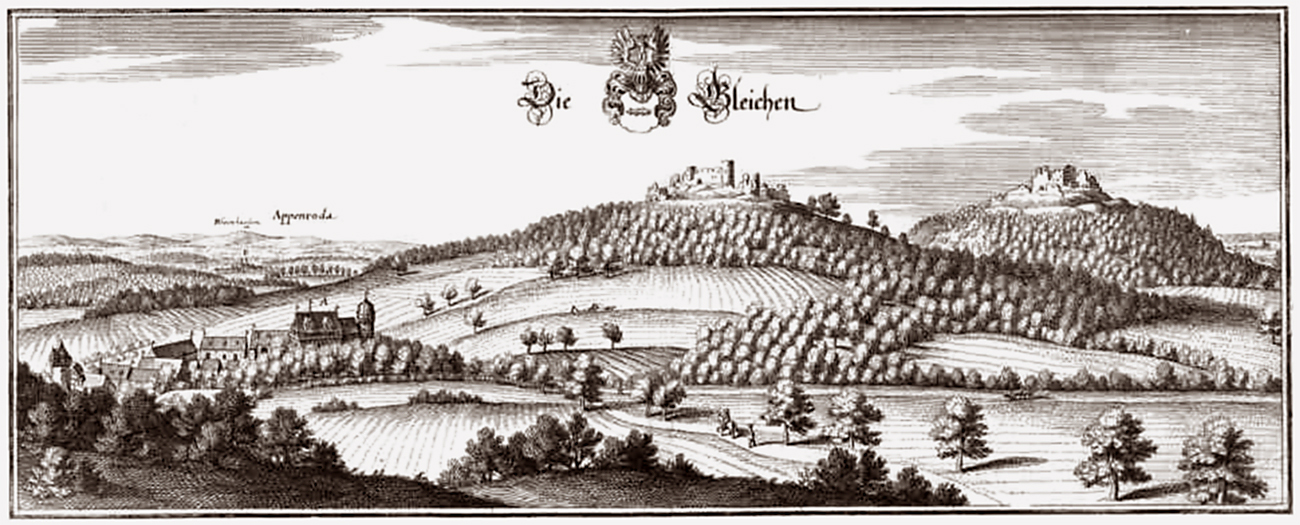
Kupferstich von Matthäus Merian mit Alte Gleichen (mittig) und Neue Gleichen (rechts); vor 1650

Die Gleichen sind ein bis 432 m ü. NHN hohes Bergpaar im Weser-Leine-Bergland. Sie liegen auf den Gemarkungen Benniehausen und Bremke im Gebiet der nach ihnen benannten Gemeinde Gleichen im  niedersächsischen Landkreis Göttingen (Deutschland).
Die beiden Zwillingsberge heißen Alte Gleichen (432 m; südlicher Berg) und Neue Gleichen (428 m; nördlicher Berg). Sie waren früher Standort zweier Burganlagen, die Gleichenburgen, und sind der Namenspate der Gemeinde Gleichen.

## Geografie
Die Zwillingsberge erheben sich im Zentrum des Gemeindegebiets von Gleichen direkt südwestlich Gelliehausen und nördlich von Appenrode, die beide zur Gemeinde Gleichen gehören; etwas weiter südlich liegt der Gleichener Ortsteil Bremke. Ihre Gipfel sind etwa 360 m voneinander entfernt und befinden sich südlich der Garte und nordöstlich des Wendebachs, beides rechte bzw. östliche Zuflüsse der Leine. In südöstlicher Richtung von den Gleichen befindet sich der Eschenberg (407,8 m).
Die Gleichen gehören in der naturräumlichen Haupteinheitengruppe Weser-Leine-Bergland (Nr. 37) und in der Haupteinheit Göttingen-Northeimer Wald (373) zur Untereinheit Reinhäuser Wald (373.2).

## Geologie
Die Gleichen und der benachbarte Eschenberg sind Zeugenberge. Sie bestehen aus Muschelkalk, der in den umgebenden Bereichen bereits durch Witterung und Wasser abgetragen wurde. So findet man im heute tiefergelegenen Umland Böden des Buntsandsteins.

## Natur und Schutzgebiete
Auf der bewaldeten Alten Gleichen befinden sich als Kulturreliktpflanzen auch noch Stachelbeeren. Auf den Gleichen liegen Teile des Landschaftsschutzgebiets Leinebergland (CDDA-Nr. 322560; 1986 ausgewiesen; 257,06 km² groß) und des Vogelschutzgebiets Unteres Eichsfeld (VSG-Nr. 4426-401; 137,1 km²). Bis auf den unteren Südwesthang reicht das Fauna-Flora-Habitat-Gebiet Reinhäuser Wald (FFH-Nr. 4525-331; 12,0792 km²).

## Gleichenburgen

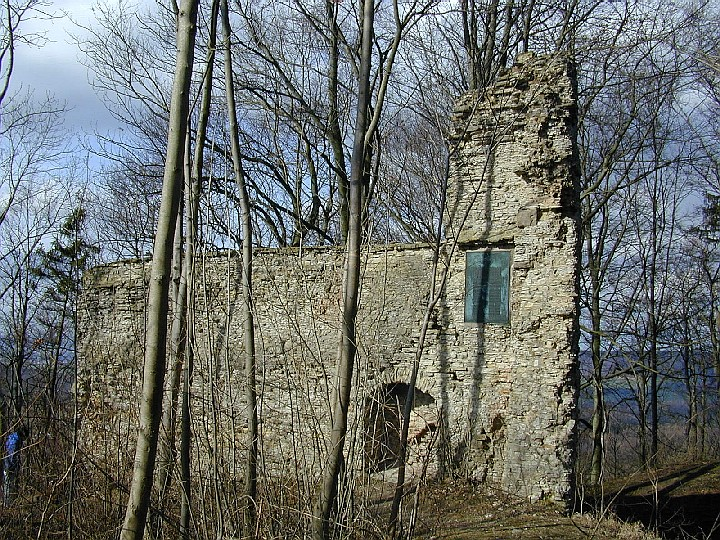
Burgruine auf der Alten Gleichen

Die beiden Gleichen wurden zur Zeit Heinrichs des Löwen von zwei Höhenburgen gekrönt. Sie wurden in der Zeit um 1100 durch die Grafen von Reinhausen errichtet, die ihre Stammburg in Reinhausen in ein Chorherrenstift (Kloster Reinhausen) umgewandelt hatten. Danach wechselten die Burgen mehrfach die Besitzer. Schließlich gelangten sie um 1270 an die Herren von Uslar, Ministerialen auf Burg Uslar. Nicht lange darauf teilte die Familie von Uslar das Vermögen auf die Linien Altengleichen und Neuengleichen auf. 1318 wird erstmals zwischen Alten- und Neuengleichen unterschieden. 1402 wurde die Burg Altengleichen vom Landgrafen von Hessen und zahlreichen Verbündeten zwei Wochen lang vergeblich belagert. Im Besitz der Herren von Uslar-Gleichen blieb die Burg bis heute. 1557 verstarb die letzte Bewohnerin Anna von Uslar. Das Amt Neuengleichen fiel im Jahre 1451 an die Landgrafen von Hessen, während das Gericht Altengleichen unter welfischer Oberhoheit blieb. 1594 bestand auf Neuengleichen eine Mönchszelle. Ein Pförtner wohnte hier noch 1613. Erst im Zuge des Wiener Kongresses wurde der Besitz von Neuengleichen an das Königreich Hannover abgetreten und von hier aus wieder an die Familie von Uslar (auf Altengleichen), die sich seit 1825 von Uslar-Gleichen nennt, zurückübereignet.
Die Gleichenburgen sind in zahlreichen Fehden nie erobert worden, wurden aber schon im 16. Jahrhundert aufgegeben. Die Bewohner zogen auf die ehemaligen Versorgungshöfe in der Umgebung, die Burgen verfielen bis auf geringe Ruinenreste.
Von der Burg Altengleichen zeugen nur noch wenige Mauerreste von Gebäuden im Süden und Nordosten des Gipfelplateaus.  Das ca. 60 × 100 m große Areal wird im Westen, Süden und Osten durch einen Graben mit Außenwall geschützt. Der Zufahrtsweg im Norden wird von einem 30 m langen Wall begleitet, der eventuell auch einen Teil der Befestigung darstellt. Die Burg musste dann im Uhrzeigersinn umgangen werden, um zum Torturm im Westen zu gelangen. Ein etwa 12 m unterhalb dieser Kernburg gelegenes zweites Plateau ist von einem im Westen, Norden und Südosten noch erkennbaren Graben umgeben.
Die Burg Neuengleichen nimmt ein Plateau im Osten des nördlichen Gipfels von ca. 35 m Durchmesser ein. Ein Steilabfall von 12–16 m Höhe bot ausreichend Schutz. Über die Bebauung der Burg herrscht aufgrund mangelnder Untersuchungen weitgehend Unklarheit. 

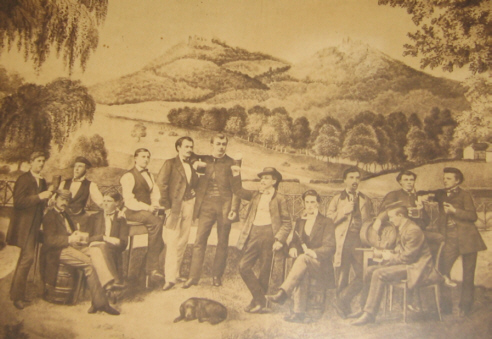
Die Göttinger Studentenverbindung Holzminda vor den Gleichen; Ausdruck ihres Lebensbundes (um 1860)
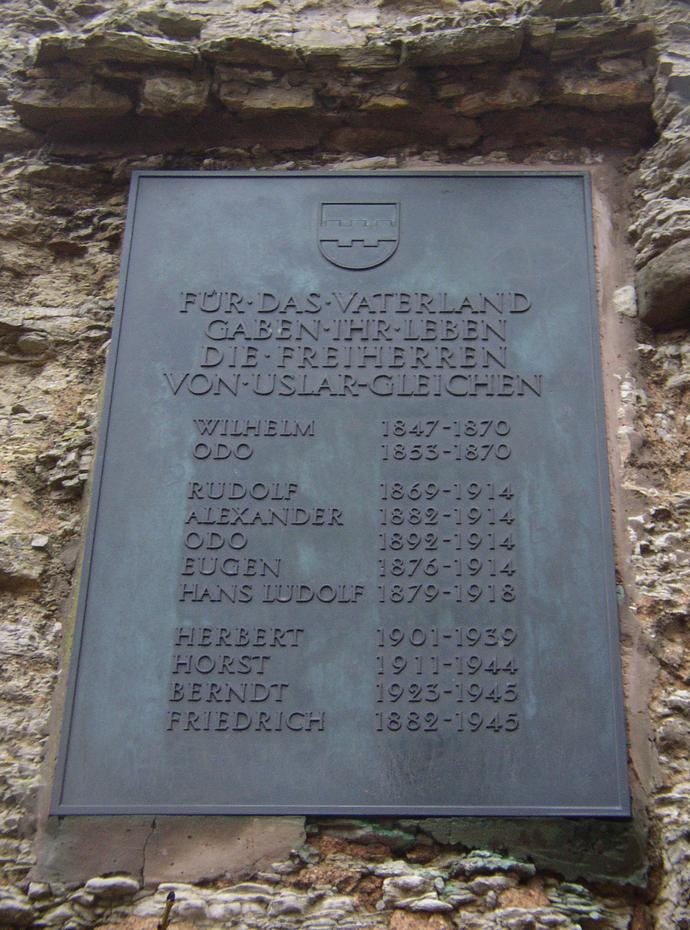
Gedenktafel an der Alten Gleichen

## Trivia
Der Göttinger Mathematiker David Hilbert fragte in seinen Vorlesungen die Studenten gelegentlich, warum denn die Gleichen „die Gleichen“ heißen. Sie sehen ja weder gleich aus, noch sind sie gleich hoch. Da keiner darauf eine Antwort wusste, antwortete er selbst: weil sie den gleichen Abstand voneinander haben.

## Verkehrsanbindung und Wandern
Östlich bis südlich vorbei an den Gleichen führt die schmale Straße, die von Gelliehausen durch Appenrode zur nach Bremke verlaufenden Landesstraße 568 führt. Die Berge können zu Fuß zum Beispiel von Appenrode und Gelliehausen kommend erklommen werden. Eine Wanderroute führt über beide Berge und den Eschenberg.